# Krankenhaus Moabit

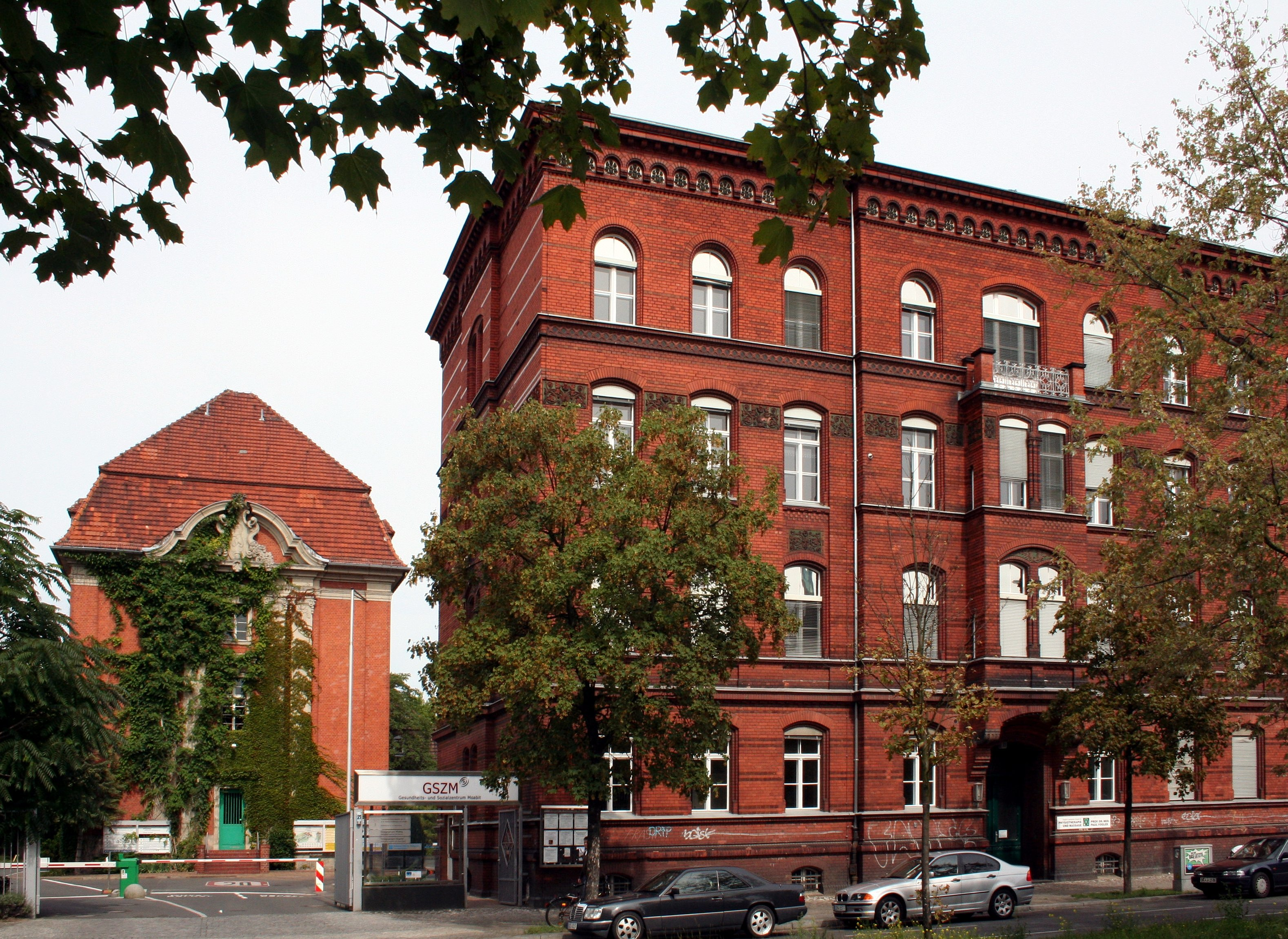
Haupteingang Turmstraße im September 2006, links: Wohnheim für Pflegerinnen (1902–1904), rechts: Personalwohnhaus (1893–1895)

Das Krankenhaus Moabit war ein Krankenhaus im Berliner Ortsteil Moabit. Es entstand Ende des 19. Jahrhunderts als Seuchenstation für Berlin, entwickelte sich dann aber bald zum Schwerpunktkrankenhaus. In den 1920er Jahren war es ein Zentrum jüdischer Ärzte und das wichtigste Krankenhaus Berlins nach der Charité. Nach der Übernahme des Krankenhauses durch nationalsozialistische Ärzte und den starken Zerstörungen der Gebäude im Zweiten Weltkrieg verlor das Krankenhaus seinen medizinischen Ruf. Es folgten zwar umfangreiche Auf- und Umbauten, dennoch wurde das Krankenhaus Moabit im Zuge von Einsparungen im Oktober 2001 geschlossen.

## Geschichte

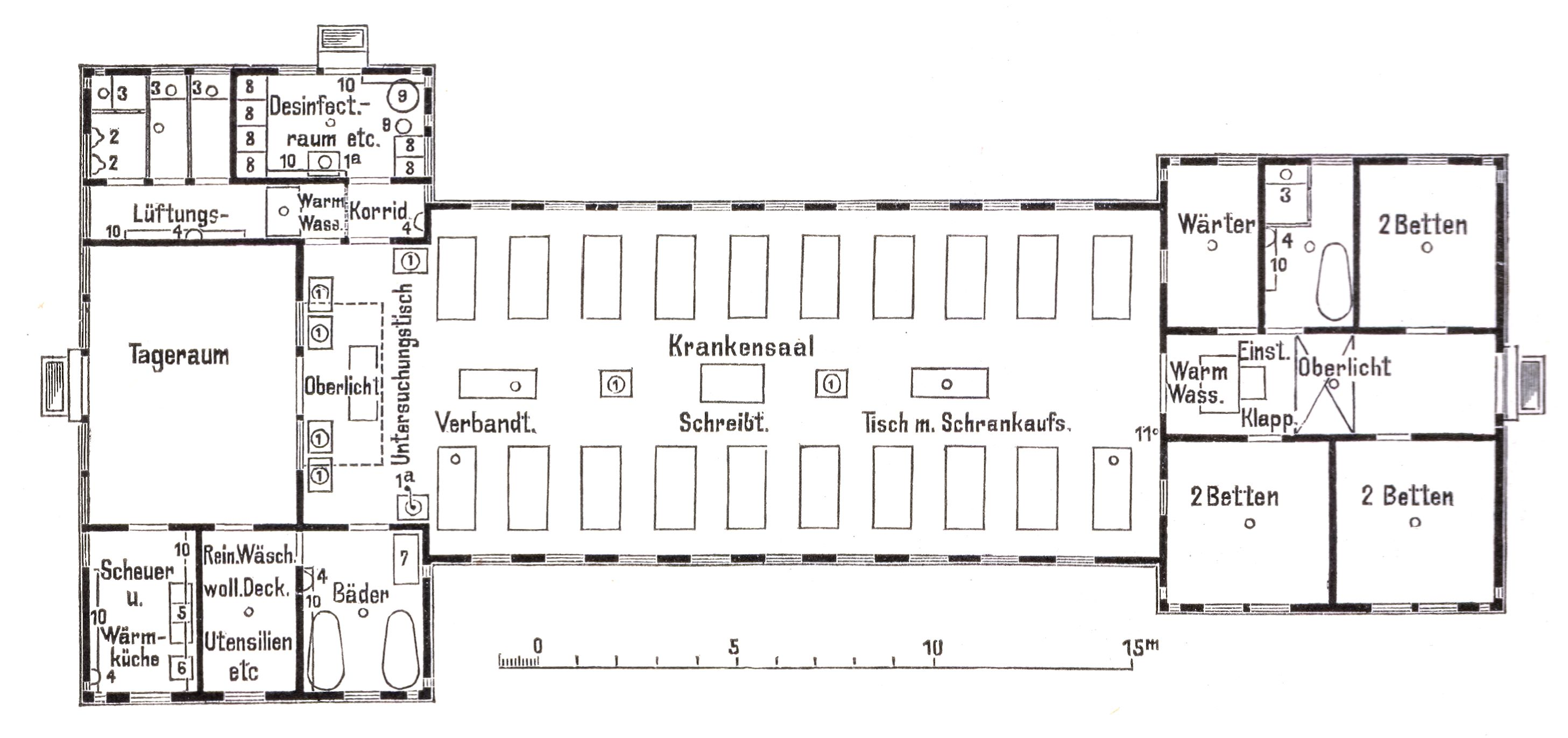
Grundriss einer typischen Krankenbaracke von 1896

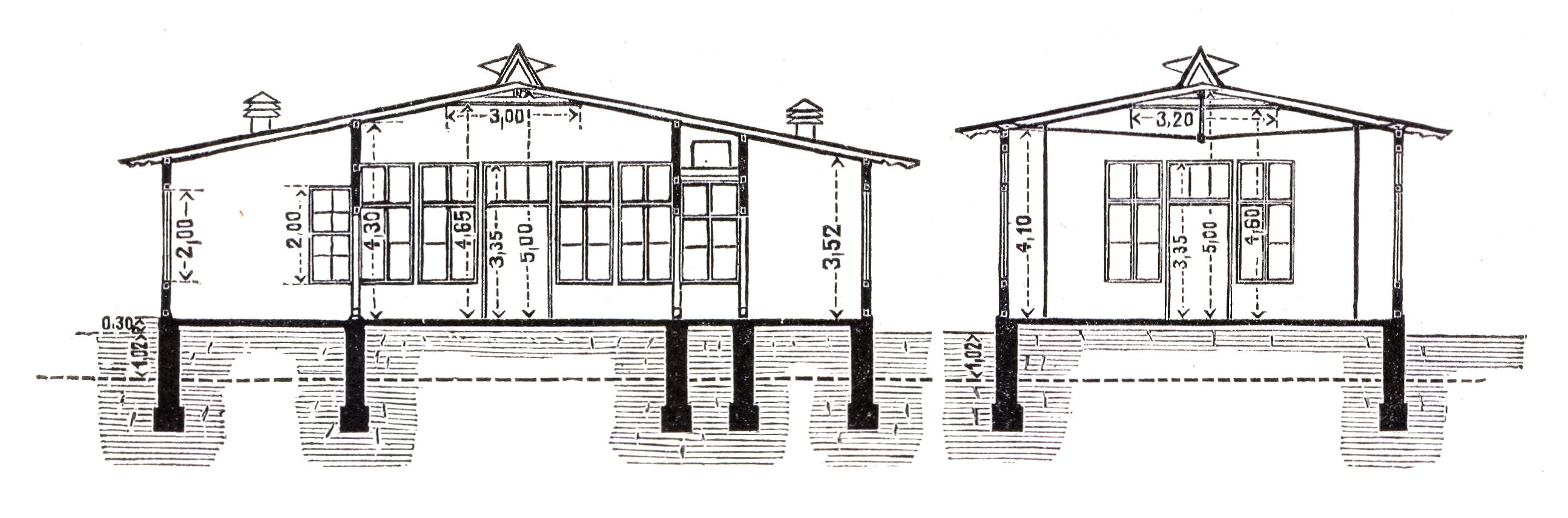
Schnitte einer typischen Krankenbaracke auf Höhe des Tagesraumes und des Krankensaales

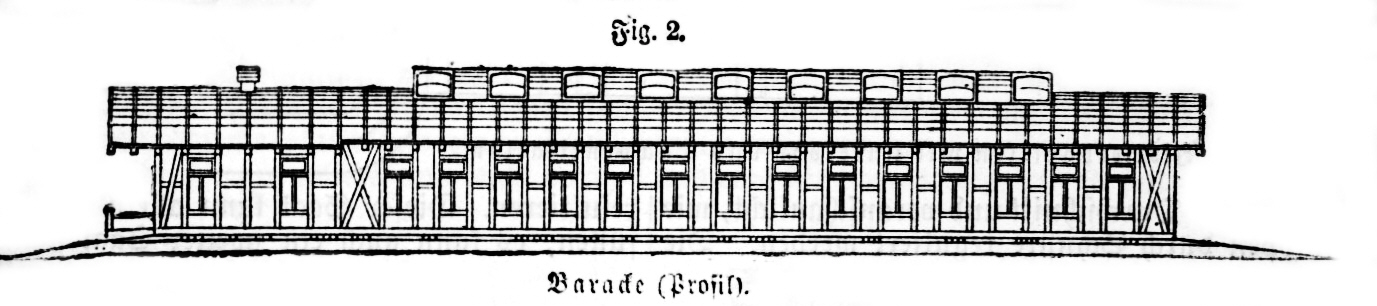
Profilansicht einer einfachen Krankenbaracke

### 1872–1874: Barackenlazarett als Seuchenstation
Aus einer Notsituation heraus wurde im Jahr 1872 die Errichtung eines Barackenlazaretts als Seuchenstation für Pockenepidemien befohlen. Das vorher genutzte Gelände, der Exerzierplatz der Berliner Garnison auf dem Tempelhofer Feld, wollte das Kriegsministerium zu „Felddienstübungen“ nutzen und ließ die dortigen Baracken abreißen. Eine dreiköpfige Kommission, darunter der Stadtrat Rudolf Virchow, bestimmte Ackerland bei Moabit als neuen Standort. Auf einer 75.900 Quadratmeter großen Fläche wurden innerhalb von zwei Monaten nach Plänen des Architekten Adolf Gerstenberg 16 Baracken für je 30 Betten, ein Verwaltungsgebäude, eine Koch- und Waschküche, ein Maschinenhaus, ein Portierhaus, zwei Schuppen und ein Leichenhaus erstellt.
Ganz ohne Widerstand verlief der Bau nicht: 1075 Moabiter protestierten gegen die Verlegung von hunderten Cholera-, Pocken- oder Typhuskranken in ihr Gebiet. Laut Angaben des Magistrats der Stadt Berlin beliefen sich die Kosten für Bau und Einrichtung auf 1.056.114 Mark. Die Baracken waren eingeschossig und ohne Keller erbaut, da das Gelände zunächst nur als Provisorium gedacht war. Trinkwasser minderer Qualität wurde über einen eigenen Brunnen bezogen, bis 1885 der Anschluss an die zentrale Wasserversorgung erfolgte. Versuchsweise wurden von Anfang an die Gebäude durch Dampf beheizt: Leitungen mit einer Gesamtlänge von 7,5 Kilometer durchzogen das Gelände und sorgten für warme Räume und warmes Badewasser. Bereits 1873 wurde die Anlage durch acht weitere Baracken und ein Desinfektionshaus ergänzt. Da die Kranken noch auf Strohsäcken in den Betten lagerten, wurde aus hygienischen Gründen ein Jahr später eine Strohverbrennungsanlage gebaut.
Die offizielle Eröffnung fand am 7. Mai 1872 statt, doch zu diesem Zeitpunkt hatte sich die Seuchensituation in Berlin bereits stark gebessert. Der Wohnungsmangel unter der armen Bevölkerung führte jedoch zu einer Ausbreitung ansteckender Krankheiten und Erkrankungen unter Kindern. Da alle geeigneten Häuser im Mai 1872 erklärten, keine Patienten mehr aufnehmen zu können, eröffnete die Armenverwaltung eine Kinderstation in den Moabiter Baracken. Bis Oktober wurden 144 Kinder versorgt und erst im Herbst, beim Auftreten einer Typhusepidemie, die ersten Erwachsenen eingeliefert. Fleckfieber- und Cholera-Erkrankungen trugen zu den 2288 Kranken bei, die bis zum Oktober 1874 behandelt wurden. Danach öffnete das Städtische allgemeine Krankenhaus Friedrichshain und das Provisorium Moabit wurde für überflüssig gehalten und geschlossen.

### 1875–1932: Krankenhaus mit Reputation
Die Stilllegung dauerte nicht lange. „Um sich im Falle neu auftretender Epidemien ein geschultes Personal […] zu sichern“, entschieden die Kommunalbehörden im August 1875 die Wiedereröffnung des Geländes als ordentliches Krankenhaus. Als ärztlicher Direktor wurde der frisch habilitierte Heinrich Curschmann berufen. Den ursprünglichen Zweck erfüllte das Krankenhaus bei der großen Berliner Fleckfieberepidemie, die von Januar 1879 bis in den Sommer hinein andauerte.
Die weitere Nutzung veränderte auch den Charakter der Anlage. Solide Backsteinbauten nach Plänen des Stadtbaurates Hermann Blankenstein ersetzten in einem sich bis 1896 hinziehenden Umbau nach und nach die ursprünglichen, eher provisorischen Gebäude aus Fachwerk und Ziegeln. Für neue Bedürfnisse entstanden neue Anlagen wie etwa eine Isolierbaracke, ein Laboratorium und im Jahr 1889 ein neues Leichenhaus. Dazu kamen unter anderem noch ein Stall für Versuchstiere und fünf neue Baracken an der Nordseite des Geländes, sodass sich die Gesamtzahl der Baracken auf 29 erhöhte – die Baracken Nummer 30 bis 34 entstanden um 1895. Von der Küche mit den Wirtschaftsräumen aus wurden Schienenstränge entlang der freistehenden Baracken gelegt, sodass die Speisen „in einem Wagen bis vor die Thür geschoben werden“ konnten.
730 Betten, vier Assistenzärzte und 43 Wärter zählte das Krankenhaus 1886. Behandelt wurden vornehmlich Kranke, die durch die Armenverwaltung, die Krankenkassen oder von Dienst- und Arbeitsherrschaften eingewiesen wurden. Diese mussten sich auf die Zahlung der Kurkosten verpflichten oder einen Vorschuss von 52,50 Mark zahlen. Notfälle wurden kostenlos aufgenommen. „Augen-, Syphilis- und Geisteskranke, sowie Schwangere“ waren jedoch strikt ausgeschlossen, denn eine Schwangerschaft wurde damals nicht als Krankheit verstanden und die Geburt in der eigenen Wohnung galt als normal. Dagegen behandelten die Ärzte viele Erkrankungen an den Atemorganen, denn Moabit war ein Industrieviertel mit hoher Luftbelastung. Die Einwohner waren zu der Zeit meist einfache Arbeiter und so trug die Armenkasse um 1884 für über 82 Prozent der Kranken die Kosten. Die Ausgaben für die Medikamente waren dabei sehr gering: Die Krankenhausapotheke listete 1890 pro Patient Beträge von 8,4 Pfennig auf. Es wurden jedoch nur stationär behandelte Kranke versorgt. Patienten der Ambulatorien erhielten Rezepte, die in den öffentlichen Apotheken eingelöst werden mussten. Als zweitgrößter Kostenpunkt der Krankenhausapotheke führte diese um 1900 „Cognac, Wein, Eier, Fleischextrakt“ auf.

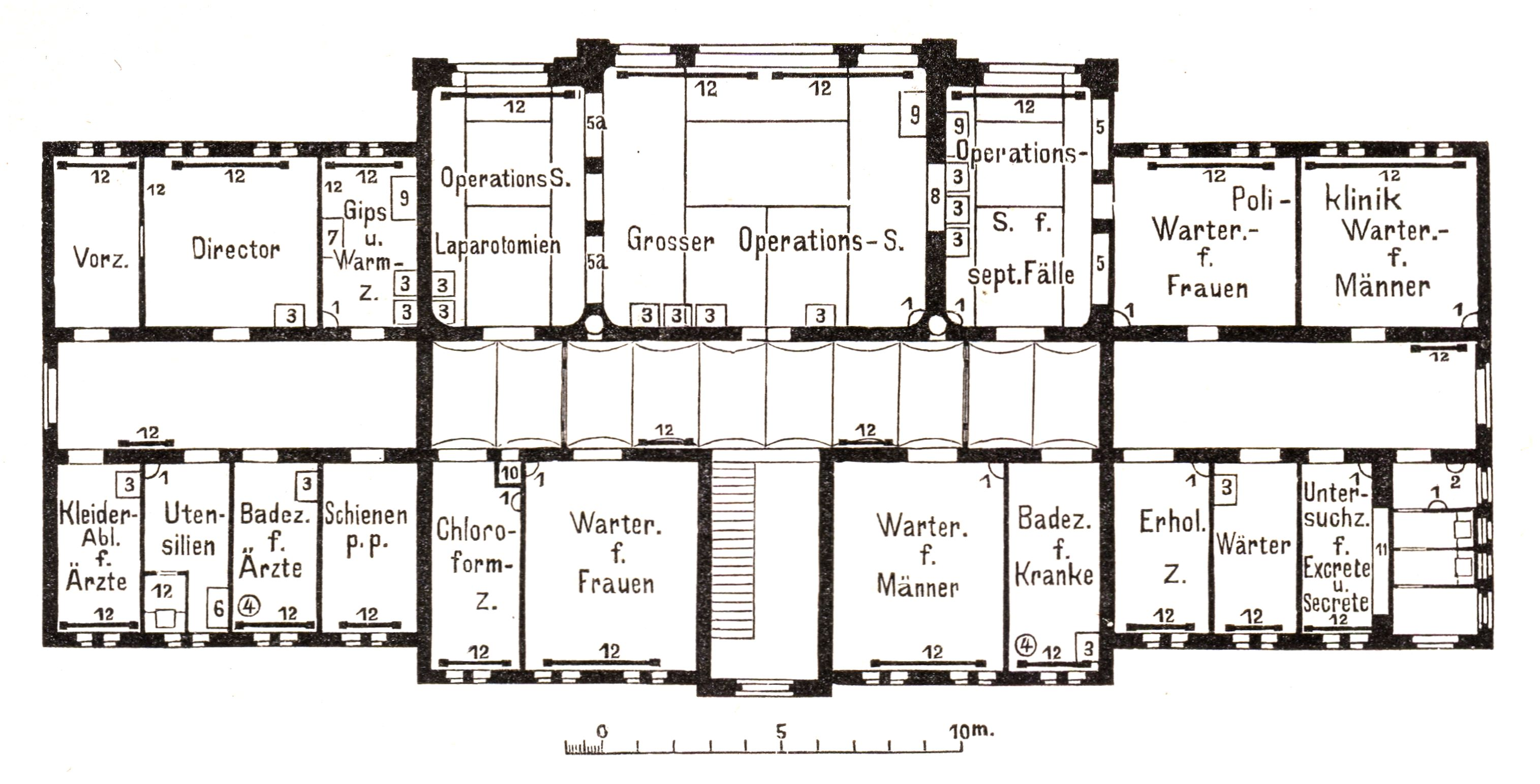
Grundriss des Operationshauses (1893–1896)

Robert Koch experimentierte in den 1880er Jahren zur Desinfektion und Sterilisation mit den zwei Hitzedesinfektionsapparaten des Krankenhauses. Um 1890 wurden ihm fünf Baracken mit 150 Betten zur Verfügung gestellt, in denen Paul Ehrlich in Kochs Auftrag Versuche mit Tuberkulin zur Tuberkulosebehandlung durchführte. Mit der Eröffnung einer chirurgischen Abteilung im April desselben Jahres konnten neben den äußeren auch innere Erkrankungen behandelt werden. Operationssäle besaß das Krankenhaus zu dieser Zeit noch nicht. Erst nach dreijähriger Bauzeit wurde am 25. Juli 1896 ein massives Operationshaus in Betrieb genommen – einschließlich getrennter Warteräume für Frauen und Männer.
Um die ungelernten Wärter des Krankenhauses ablösen zu können, wurde 1904 die erste städtische Krankenpflegeschule Berlins gegründet. Bereits 1890 war die Einrichtung eines „Pflegerinnen-Asyls“ angeregt und die Frage nach ausgebildetem Personal aufgeworfen worden. Den männlichen Wärtern fehle, so Stadtrat Weigert „die Humanität, die der Schwester anhaftet und ihren Verkehr mit den Kranken zu einem ersprießlichen macht.“ Zur Ausbildung der zukünftigen Pflegekräfte begann daher 1892 der Bau des Beamtenwohnhauses mit Unterrichts- und Schulungsräumen. Nach Gründung der Schule ersetzten die Krankenschwestern bis 1914 alle männlichen Wärter und Pfleger. Die Oberin Edith Koehler berichtete: „Überall empfingen die Kranken die Schwestern mit großer Freude.“ Koehler war es auch, die 1904 die erste städtische Schwesternschaft Berlins gründete. Nach und nach hielten so immer mehr Frauen Einzug in das Krankenhaus. Der Magistrat stellte 1906 probeweise die erste Assistenzärztin ein.
Gegen Privatstationen in städtischen Krankenhäusern sprach sich Weyl bei der Stadtverordnetenversammlung 1908 aus: „Wir kennen nicht eine Lungenentzündung oder einen Typhus erster oder zweiter Klasse!“ Dennoch wurde 1911 die erste Station für privat zahlende Kranke mit 60 Betten eingerichtet.
Die weiteren Gebäude auf dem Gelände des Krankenhauses entstanden ab 1907 im Wesentlichen nach Plänen des Stadtbaurats Ludwig Hoffmann.

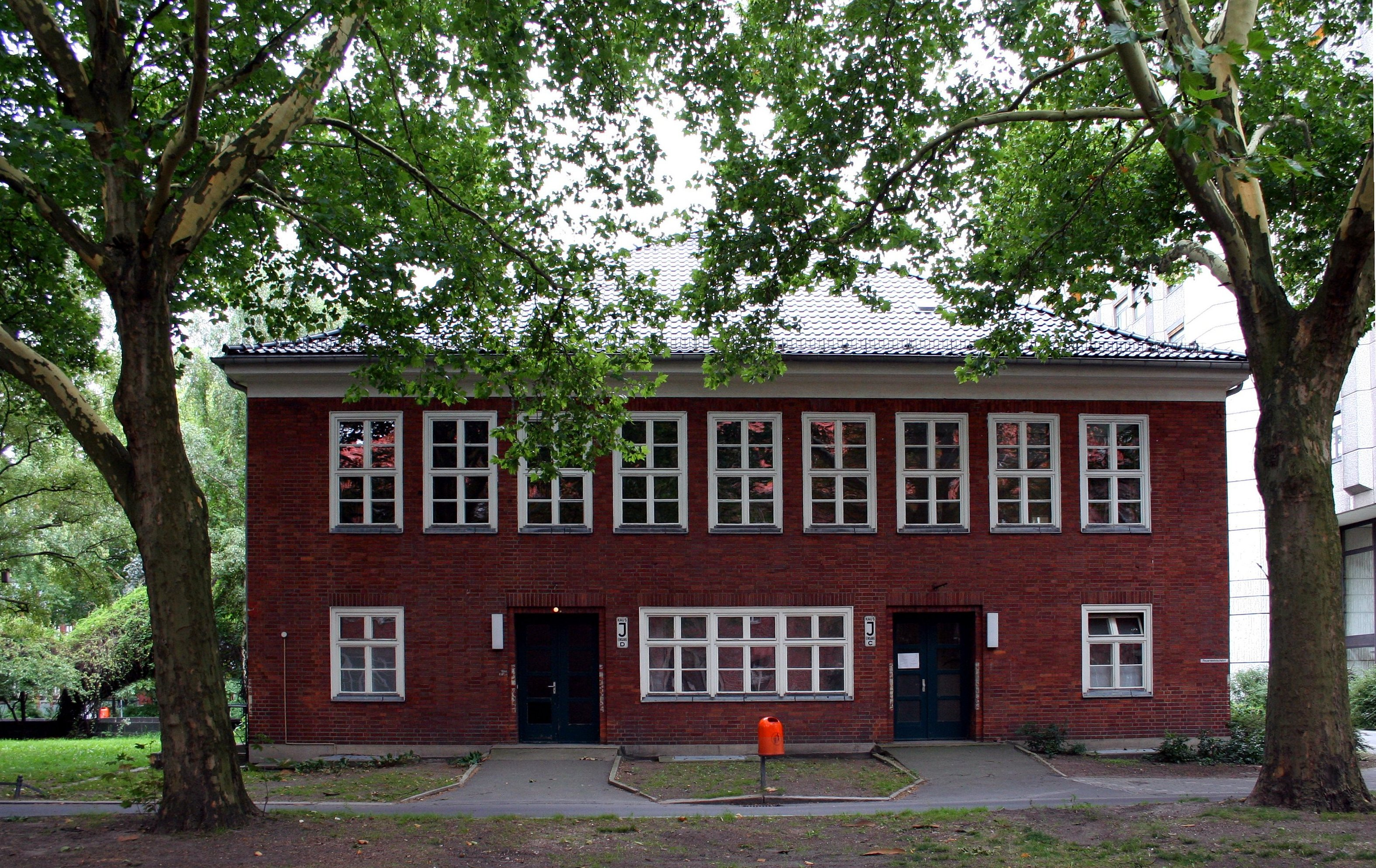
Haus J: Hörsaalgebäude mit großem und kleinem Auditorium, 1937

Die Qualität der medizinischen Leistungen im Krankenhaus Moabit war so gut, dass es 1920 als einziges städtisches Krankenhaus Berlins zum Universitätsklinikum erhoben wurde. Die III. Chirurgische und die IV. Innere Universitätsklinik wurden eingerichtet und 1937 ein eigener Hörsaal erbaut. Das städtische Krankenhaus stieg damit zum wichtigsten Berliner Krankenhaus nach der Charité auf. Auch seine Ärzte hatten einen weltweiten Ruf: 1922 wurden Georg Klemperer und Moritz Borchardt nach Moskau gerufen, um eine Kugel aus Lenins Hals zu entfernen, die bei einem Attentat auf ihn abgefeuert worden war. Reichstagspräsident Paul Löbe ließ sich 1927 von Borchardt am Blinddarm operieren.
Der Amtsarzt ließ eine Schwangeren- und Sexualberatung einrichten, nachdem das Krankenhaus 1924 dem Gesundheitsamt Tiergarten unterstellt worden war. Auch Fürsorgestellen für Alkoholiker und „Giftsüchtige“ eröffneten in den Räumen. Die Sucht wurde allmählich als Krankheit angesehen, die es zu heilen und nicht zu bestrafen galt. Das Krankenhaus wurde dabei zur „Stätte des kommunalen Gesundheitswesens“, das auch Sanierungsstellen für Tuberkulosekranke und Krüppel, die Kreishebammenstelle und eine Schulzahnklinik beherbergte.

### 1932–1945: „Säbelrasseln“ der Nationalsozialisten

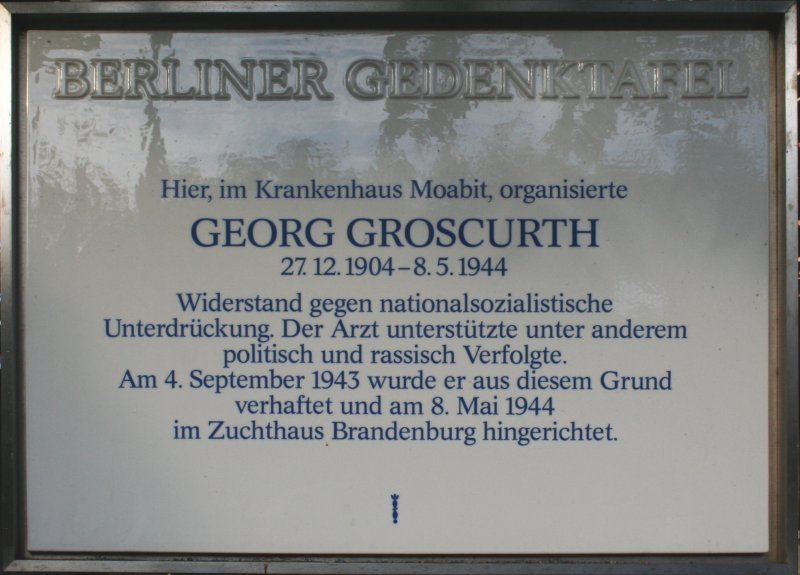
Berliner Gedenktafel für Georg Groscurth am Eingang in der Turmstraße

In den frühen 1930er Jahren wurden die Opfer der politischen Straßen- und Saalschlachten im Moabiter Bezirk in das Krankenhaus eingeliefert, darunter 1932 auch Herbert Norkus, der seinen Verletzungen erlag und dessen Geschichte in dem Propagandafilm Hitlerjunge Quex verarbeitet wurde.
Die Zeitung Völkischer Beobachter titelte am 21. März 1933: „Jüdische Ärzte beurlaubt, Stadtmedizinalrat Pg. Dr. Klein räumt im Krankenhaus Moabit auf.“ Da rund 70 Prozent der Ärzte jüdischer Herkunft waren und zehn Prozent des Pflegepersonals gewerkschaftlich organisiert, galt das Krankenhaus als „rot und jüdisch“. In dem Artikel hieß es, die Ärzte seien „mit sofortiger Wirkung beurlaubt worden“ und Mitarbeitern, die „entweder Juden bzw. Ausländer oder Angehörige der marxistischen Parteien sind“, sei „das Betreten des Krankenhauses verboten worden“. Nach vier Tagen wurde den jüdischen Ärzten „vorsorglich zum 30. September 1933“ schriftlich gekündigt. Doch das Datum war nur ein Schein. Am 1. April verschleppte der SA-Sturm 33 nach vorgefertigten Listen der Krankenhausverwaltung einige Ärzte in das SA-Gefängnis Papestraße, ein „wildes“ Konzentrationslager. Ältere Ärzte und andere Beschäftigte wurden schubweise entlassen. Die Krankenhausverwaltung meldete dem Bezirksamt am 7. Oktober die erfolgreiche „Säuberung“: 89 Mitarbeiter seien bereits entlassen worden, acht weitere sollten noch folgen.

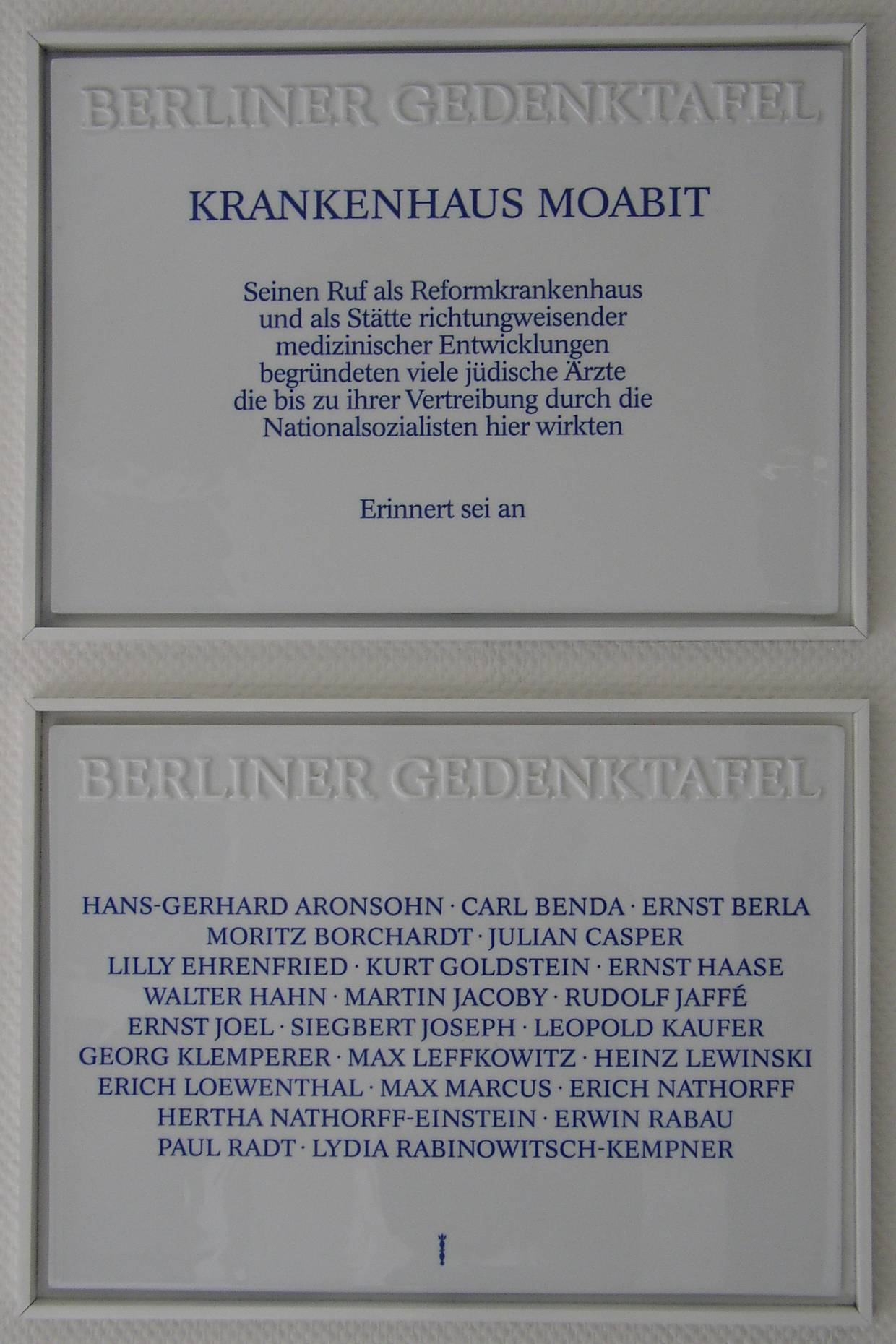
Berliner Gedenktafel (im Eingang K des Hauses M)

Von den 47 Ärzten waren im April 1933 bereits 23 entlassen worden, bis Anfang 1934 erhöhte sich diese Zahl auf 30. Die meisten von ihnen waren Chef- und Oberärzte oder Assistenzärzte mit langjähriger Erfahrung gewesen. Die neu eingesetzten, NSDAP-nahen Ärzte konnten mit der Qualität ihrer Vorgänger nicht mithalten. Ein militärischer und überheblicher Ton hielt Einzug in das Krankenhaus: „Was denken Sie, was wir alles im Schützengraben gemacht haben!“ lautete das Motto, und die Sterblichkeitsrate im Krankenhaus stieg dramatisch an. Von SS-Arzt Kurt Strauß hieß es, er sei derart unfähig gewesen, dass viele seiner Patienten an postoperativen Komplikationen verstarben – einem Patienten hatte er den Blinddarm an die Bauchwand genäht, 1938 liefen gar „drei Haftpflichtprozeße wegen Durchtrennung des Nervus radialis“ gegen Strauß. Der gute Ruf des Krankenhauses verflog schnell, auch die politisch motivierte Umbenennung in Städtisches Robert-Koch-Krankenhaus im Jahr 1935 half nicht.
Wie von den Erbgesundheitsgerichten angeordnet, erfolgten auch im Krankenhaus Moabit Zwangssterilisationen. Als „geeignete Patienten“ wurden unter anderem Alkoholiker sterilisiert – Listen, in denen sie vor 1933 noch in der Fürsorgestelle des Krankenhauses erfasst worden waren, vereinfachten den Nationalsozialisten die Arbeit. Verhaltensauffällige Frauen, darunter angeblich Schwachsinnige, Schizophrene und manisch-depressive Irre, wurden nach 1936 per Röntgenkastration unfruchtbar gemacht. Das Treiben der Nationalsozialisten nahmen nicht alle Mitarbeiter tatenlos hin: Um Georg Groscurth und Robert Havemann bildete sich die Widerstandsgruppe Europäische Union, deren Mitglieder jedoch 1943 von der Gestapo verhaftet wurden.
Bei Kriegsausbruch im Jahr 1939 wurde ein Reservelazarett eingerichtet, einige der männlichen Mitarbeiter in die Wehrmacht einberufen und Krankenschwestern zur Verwundetenpflege abgestellt. Die ersten Bombenschäden entstanden bei Luftangriffen im November 1940 am chirurgischen Pavillon, erst danach wurde dem Bau von Schutzräumen Priorität eingeräumt. Zu dieser Zeit entstand auch ein Operationsbunker, der nach dem Krieg für die Strahlentherapie genutzt wurde. Andere Abteilungen wurden in umliegende Gebäude, wie beispielsweise leerstehende Schulen, verlagert. Ein Ausweichkrankenhaus für die Patienten lag in Buch, sodass trotz der insgesamt zwölf Bombenschäden im Verlauf des Krieges nur sechs Tote zu beklagen waren. Schlimmer stand es um die Gebäude selbst: Der größte Teil von ihnen war schon 1943 infolge der Flächenbombardements zerstört.

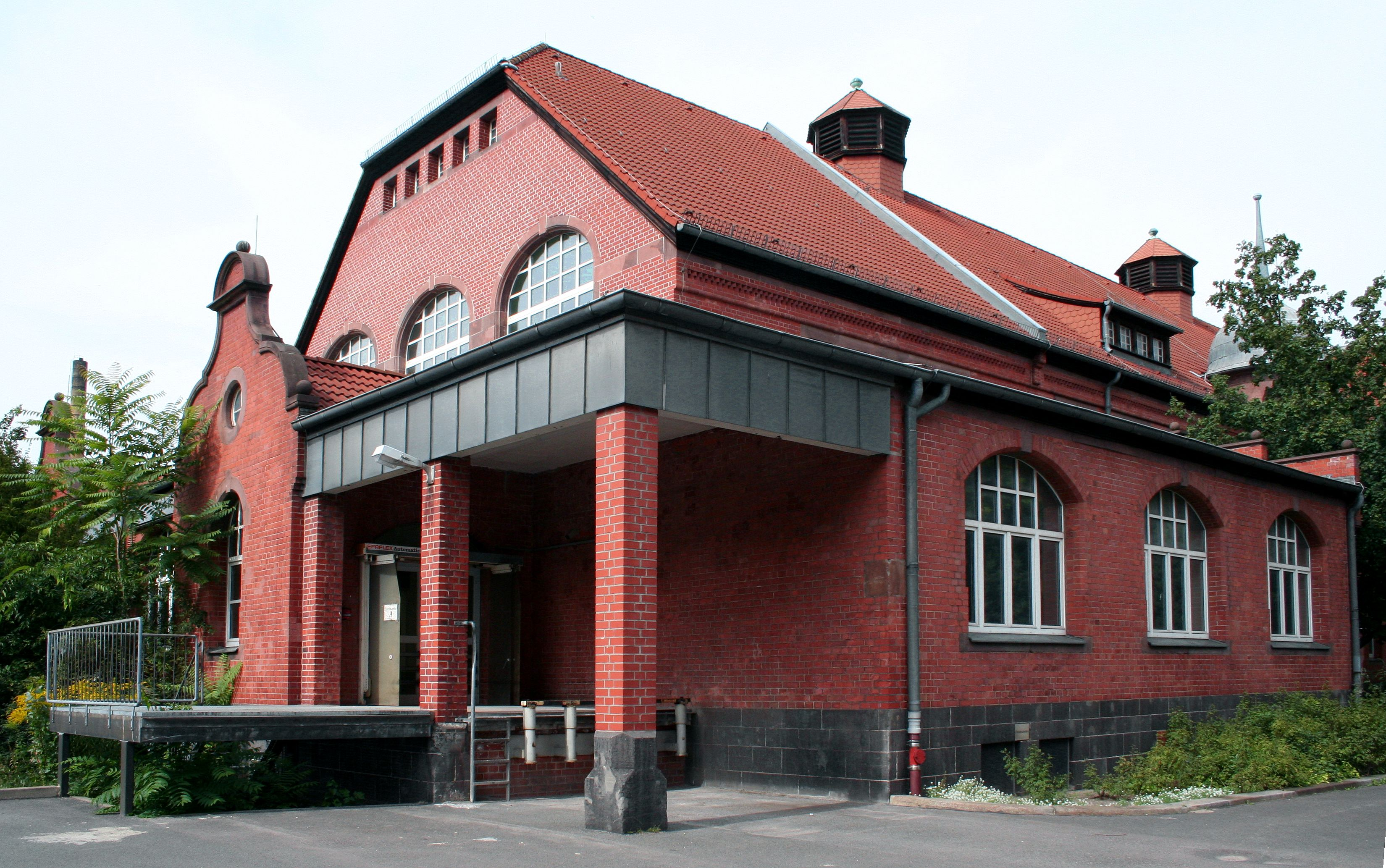
Haus D: ehemaliges Küchengebäude (1899–1902)

### 1945–1985: Wiederaufbau
Von den 1850 Betten, die vor dem Zweiten Weltkrieg zur Verfügung standen, waren nach Kriegsende nur noch 340 nutzbar. Dazu kam ein Mangel an Ärzten, der durch die Entnazifizierung entstand und durch Heimkehrer und Flüchtlinge kompensiert werden musste. Daneben ordneten die sowjetischen Militärs noch die Einrichtung einer Abteilung für Geschlechtskrankheiten an, weil nach der Stunde Null viele vergewaltigte Frauen eingeliefert wurden. Dabei fehlte es an vielem: Die Wäscheverwalterin berichtete 1946, dass Kittel und Bettwäsche und selbst das Garn zum Ausbessern nicht vorhanden waren – erst nach 1950 mussten die Patienten keine eigene Bettwäsche mehr mitbringen. Zur stationären Versorgung der Kranken wurden zunächst Hilfskrankenhäuser im Dominikanerkloster sowie in der Oldenburger und Waldenserstraße genutzt, im ehemaligen Flakturm am Zoo standen chirurgische Betten. Andere Teile des Krankenhauses waren in einer ehemaligen Privatklinik und in Schulen untergebracht.
Im Zuge des Wiederaufbaus erhielt das Krankenhaus 1947 seinen alten Namen Städtisches Krankenhaus Moabit zurück. Die Ersatzräume mussten bald verlassen werden, die Schulen beispielsweise wurden im selben Jahr geräumt. Der Flakturm wurde gesprengt und abgetragen, bis 1950 alle Hilfskrankenhäuser aufgelöst. Der Platz wurde immer knapper und der Wiederaufbau der Gebäude auf dem Stammgelände in der Turmstraße ging nur sehr langsam voran. An dem Ersatz für die zerstörten Gebäude wurde bis in die 1970er Jahre gebaut. Den Abschluss dieser Phase stellten 1977 der Abriss des Verwaltungsgebäudes und der Neubau des Gesundheitsamts dar.

### 1985–2001: Widerstand gegen die Schließung
Insgesamt 16 Jahre lang wehrte sich das Krankenhaus gegen die drohende Schließung, die die Krankenkassen zur Kostenminderung planten. Die Bettenzahl wurde fast halbiert, die Rechtsform mehrmals geändert, ein ambulantes Operationszentrum eingerichtet und die Liegezeiten immer weiter verkürzt. Klinikmitarbeiter demonstrierten, nahmen 1999 mit der Love Ambulance an der Loveparade teil und gingen sogar in den Hungerstreik. Am Ende ohne Erfolg.
Bereits 1985 hatte der Berliner Senat erste Schließungsabsichten verkündet. Die ebenfalls betroffenen Krankenhäuser Lazarus und Paul-Gerhardt-Stift zogen daher vom Wedding nach Moabit und gründeten mit dem städtischen Krankenhaus am 18. Dezember 1986 die Krankenhaus Moabit GbR. Dieser städtisch-diakonische Verbund wurde 1997 in eine gemeinnützige Gesellschaft, die Krankenhaus Moabit gGmbH, umgewandelt. Von 695 Betten, 1.256 Beschäftigten und 21.886 behandelten Patienten sprach die Statistik dieses Kalenderjahres. Doch schon 1998 galt das Krankenhaus in dem externen Beske-Gutachten erneut als Schließungskandidat, was durch den Krankenhausplan des Senats 1999 bestätigt wurde. Zum 31. Oktober 2001 wurde das Krankenhaus Moabit endgültig geschlossen, 752 Mitarbeitern gekündigt.

### Seit 2001: heutige Nutzung
Die Bewirtschaftung des Geländes ging am 1. Januar 2004 an die Berliner Immobilienmanagement GmbH über, die dort das Gesundheits- und Sozialzentrum Moabit aufbaute. Einige der Gebäude sind als Arztpraxen, Außenstellen anderer Krankenhäuser oder an verschiedene Organisationen wie die Diakonie vermietet. Des Weiteren befinden sich eine Rehabilitationsklinik (Median Klinik) und ein Altenheim (Pflegewerk Seniorencentrum Abendstern) im Haus M auf dem Gelände.
Eine bundesweit beachtete Einrichtung am Standort ist das Behandlungszentrum für Folteropfer.
Außerdem befinden sich das Landesinstitut für Gerichtliche und Soziale Medizin (GerMed) sowie die Rechtsmedizin der Charité im ehemaligen Pathologischen Institut des Krankenhauses.
Auch das Landesamt für Gesundheit und Soziales Berlin hat hier seit einigen Jahren seinen Hauptsitz. Insgesamt wurden nach der Schließung als Krankenhaus mehr Arbeitsplätze an dem Standort im Gesundheitswesen eingerichtet, als durch die Schließung im Jahr 2001 verlorengingen.

## Besondere Einrichtungen

### Bakteriologisch-serologisches Institut
Obwohl schon 1891 gegründet, erhielt das bakteriologische Institut erst 1906 hauptamtlich einen Arzt. Diese Position hatte auch Lydia Rabinowitsch-Kempner von 1920 bis zu ihrer Zwangspensionierung 1934 inne.

### Röntgeninstitut
Die erste Anfrage des Krankenhauses für Röntgen-Untersuchungsapparate erfolgte 1896 an den Berliner Magistrat. Dort wurde zögerlich reagiert, da die Anschaffungskosten sehr hoch waren. Man einigte sich, ein Gerät zu mieten, sodass 1897 nur ein kleines Röntgenkabinett entstand. Geheimrat Georg Klemperer ging die Sache 1922 daher anders an: Er schlug Siemens & Halske die Einrichtung eines gemeinsamen Röntgeninstituts vor. Die Technik entwickelte sich zu der Zeit ständig weiter, aber dem Unternehmen fehlten die praktischen Erfahrungen an den Patienten. So wurde 1923 ein Vertrag mit einer Laufzeit bis Ende 1932 aufgesetzt. Siemens verpflichtete sich zur Instandhaltung der Röntgenanlagen und die Stadt finanzierte den Umbau der Räumlichkeiten sowie die Energieversorgung. Nach dem Um- und Ausbau von drei Baracken konnte im März 1924 das Werner-Siemens-Institut für Röntgenforschung eröffnet werden. Der erste Institutsleiter durfte außerhalb der offiziellen Dienststunden in den Räumen eine Privatpraxis betreiben und musste dafür Gebühren an die Stadt entrichten.
Der Vertrag zwischen Firma und Magistrat wurde 1934 erneut für zehn Jahre verlängert, doch schon 1939 wurde ein neuer Vertrag für ein Zentral-Röntgen-Institut vorgelegt und abgenommen. Die Planung sah zehn Untersuchungsräume auf 2000 Quadratmetern für Tiefentherapie, Kurzdistanz- und Nahbestrahlung, aber auch Arteriografie vor. Die Charlottenburger Zeitung berichtete, es solle die erste Röntgenklinik Deutschlands entstehen und bis zum internationalen Röntgenkongress 1940 fertiggestellt werden. Der Krieg verzögerte aber die Baumaßnahmen. Schließlich wurden nach Bombenschäden im November 1943 alle Geräte in Röntgenkeller geschafft und die Arbeit des Instituts kriegsbedingt eingestellt. Eine Planung für die Umlegung des Instituts nach Buch war trotzdem noch im Juni 1944 im Gespräch.
Das Bezirksamt Tiergarten und die Siemens-Reiniger-Werke schlossen 1953 einen inhaltlich zu dem von 1923 ähnlichen Vertrag. Die Kobaltkanone, eine radioaktive Strahlungsquelle zur Krebsbehandlung, wurde 1971 installiert. Aufgrund der Verdienste in der Tumorbehandlung wurde das Krankenhaus noch 1985 zum anerkannten Tumorzentrum erklärt.

## Lage und Architektur

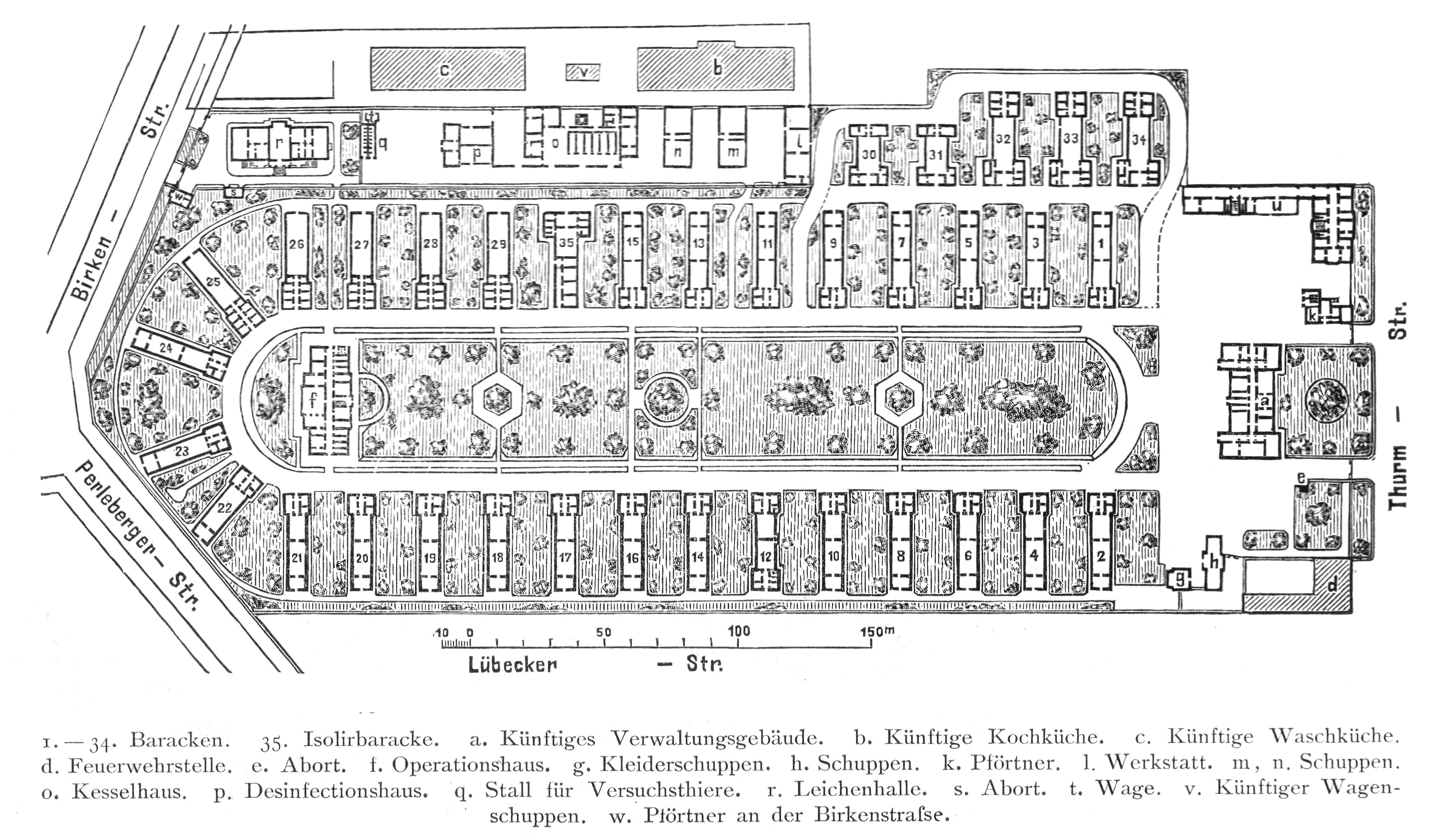
Lageplan des Krankenhausgeländes von 1896

Die Errichtung der Seuchenstation im Nordwesten Berlins hatte vor allem finanzielle Gründe. Moabit war bereits genügend erschlossen, um die Logistik zu bewältigen, aber noch so dünn besiedelt, dass große Bauflächen für einen geringen Preis zu erhalten waren. In einer Verträglichkeitsprüfung für Umwelt und Einwohner wurden unter anderem die vorherrschende Windrichtung und die Bodenverhältnisse untersucht, um den Einfluss des Lazaretts auf die Umgebung abschätzen zu können.
Die Erstanlage im Barackensystem 1872 entsprach dem damaligen Verständnis der Hygiene. Nach Art der Krankheiten wurden die Patienten getrennt und in kleineren Gruppen untergebracht. Bei einem Seuchenausbruch konnte so ein Übergreifen auf andere Patienten verhindert werden. Die Baracken bestanden aus einfachem Holzfachwerk, massivere Bauten aus Mauerwerk mit Ziegelverblendungen, gliedernde Teile wurden aus Terrakotta geschaffen. Diese Bauweisen und die Anordnung der Baracken in einer regelmäßigen Hufeisenform kann architektonisch dem schlichten Eklektizismus zugeordnet werden. Von den ursprünglichen Baracken sind keine mehr erhalten, da sie ab 1920 vollständig durch Massivbauten ersetzt wurden.
Gegen Ende des Zweiten Weltkriegs waren auch die Massivbauten der Anfangszeit weitgehend zerstört. Die wenigen erhaltenen Gebäude stehen heute unter Denkmalschutz, wie beispielsweise das ehemalige Personalwohnhaus und das Wohnheim für Pflegerinnen am Haupteingang in der Turmstraße.

## Wissenswertes
Das Krankenhaus pflegte nicht nur Menschen: Im März 1957 wurde das Gorillababy Knorke auf die Quarantänestation der Kinderabteilung eingeliefert. Es litt an einer Salmonellenvergiftung und wurde dort von einer eigenen Schwester betreut. Die Berliner strömten zahlreich an das Fenster der Station, um einen Blick auf diesen ungewöhnlichen Gast werfen zu können.

## Prominente Ärzte der Einrichtung
- Moritz Borchardt (Anstellung 1919–1933), Chirurg
- Werner Forßmann (Anstellung 1938–1939), legte den ersten Herzkatheter im Selbstversuch
- Kurt Goldstein (Anstellung 1930–1933), Neurologe und Pionier der Psychosomatik
- Georg Groscurth (Anstellung 1934–1943), Initiator der Widerstandsgruppe Europäische Union
- Ernst Haase (Anstellung 1923–1932), Suchttherapeut
- Siegbert Joseph (Anstellung 1919–1933), Gynäkologe
- Georg Klemperer (Anstellung 1906–1933), Internist und Pionier der Psychosomatik
- Erich Leschke (Anstellung 1931), Internist und Namensgeber des Leschke-Syndrom
- Mohammed Helmy, (Anstellung 1931), Urologe und der erste Araber, dem die Auszeichnung Gerechter unter den Völkern zuteilwurde
- Max Marcus (Anstellung 1920–1932), Chirurg
- Lydia Rabinowitsch-Kempner (Anstellung 1920–1934), wies Tuberkulose-Erreger in Milch nach
- Fritz Schiff (Anstellung 1919–1920), bekannter Bakteriologe, Verdienste zur Blutgruppenuntersuchung